# Maurycy (męczennik)
Święty Maurycy, łac. Mauritius (zm. na przełomie III i IV wieku w Agaunum, dzisiejsze Saint-Maurice) − dowódca oddziału legendarnej Legii Tebańskiej (primicerius), męczennik chrześcijański, Kościoła katolickiego, prawosławnego i koptyjskiego, wspominany również przez ewangelików.

## Życie
Według tradycji centurion Maurycy był rzymskim oficerem w Legii Tebańskiej, w której żołnierze byli chrześcijanami. Oddział stacjonował w Agaunum na terytorium obecnej Szwajcarii. Miało to miejsce w czasach panowania Dioklecjana i Maksymiana, który znany był z nienawiści do wyznawców Chrystusa. Przed jedną z bitew, z powodu odmowy złożenia pogańskiej ofiary bogom, poniósł śmierć męczeńską wraz z innymi żołnierzami oddziału (męczennicy z Agaunum). Byli to pozostali dowódcy Legionu: campiductor (z łac. hetman) Eksuperiusz oraz senator militum Kandyd i żołnierze, m.in.: Aleksander z Bergamo i Gereon (dowódca oddziału).
Dokładna data śmierci jest nieznana, mógł być to koniec III lub początek IV w. W źródłach spotyka się też różne przypuszczalne daty, np. ok. 286 r., ok. 290 r., ok. 300 r. lub ok. 302 r.

## Kult i relikwie

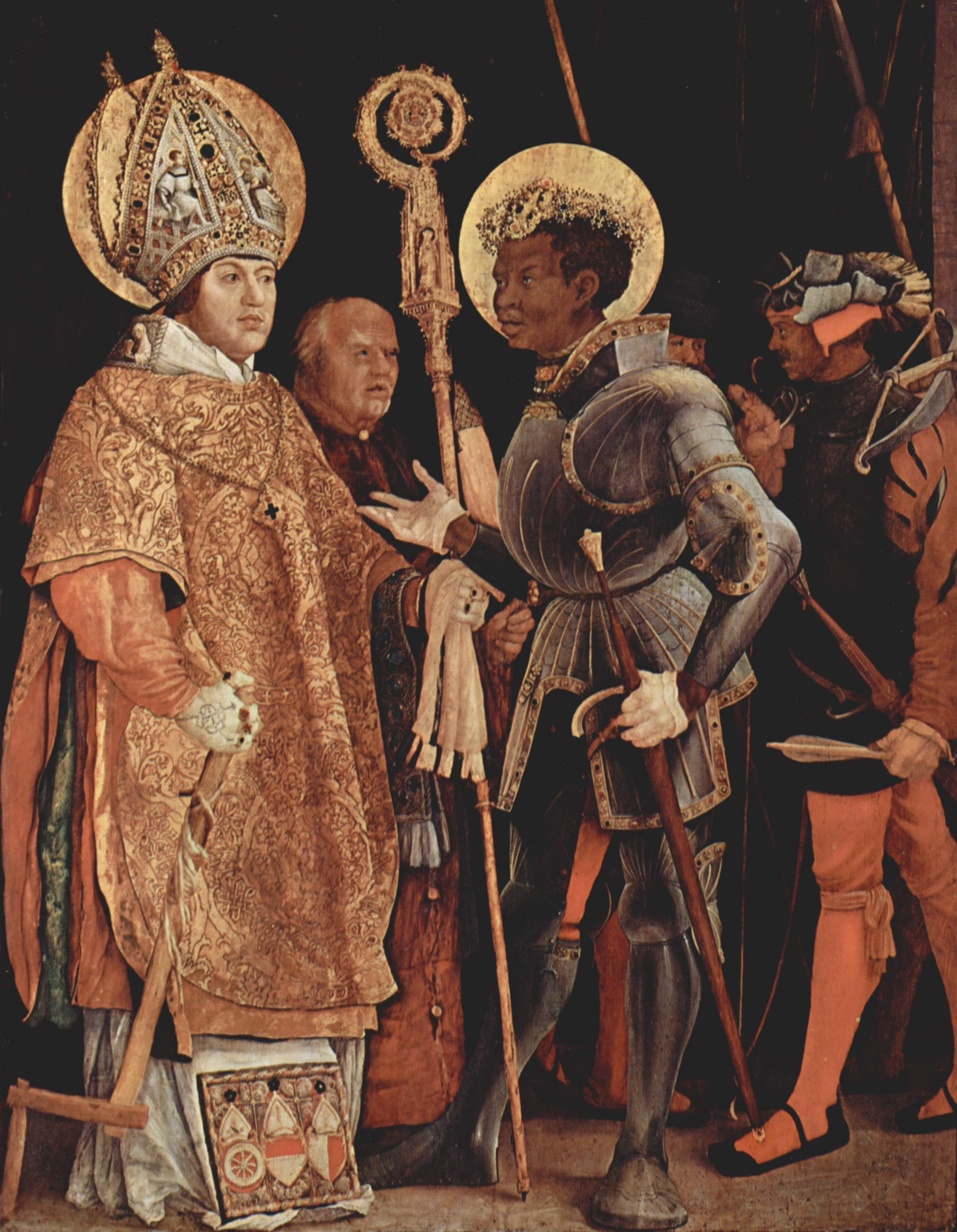
Św. Maurycy na obrazie M. G. Grünewalda.

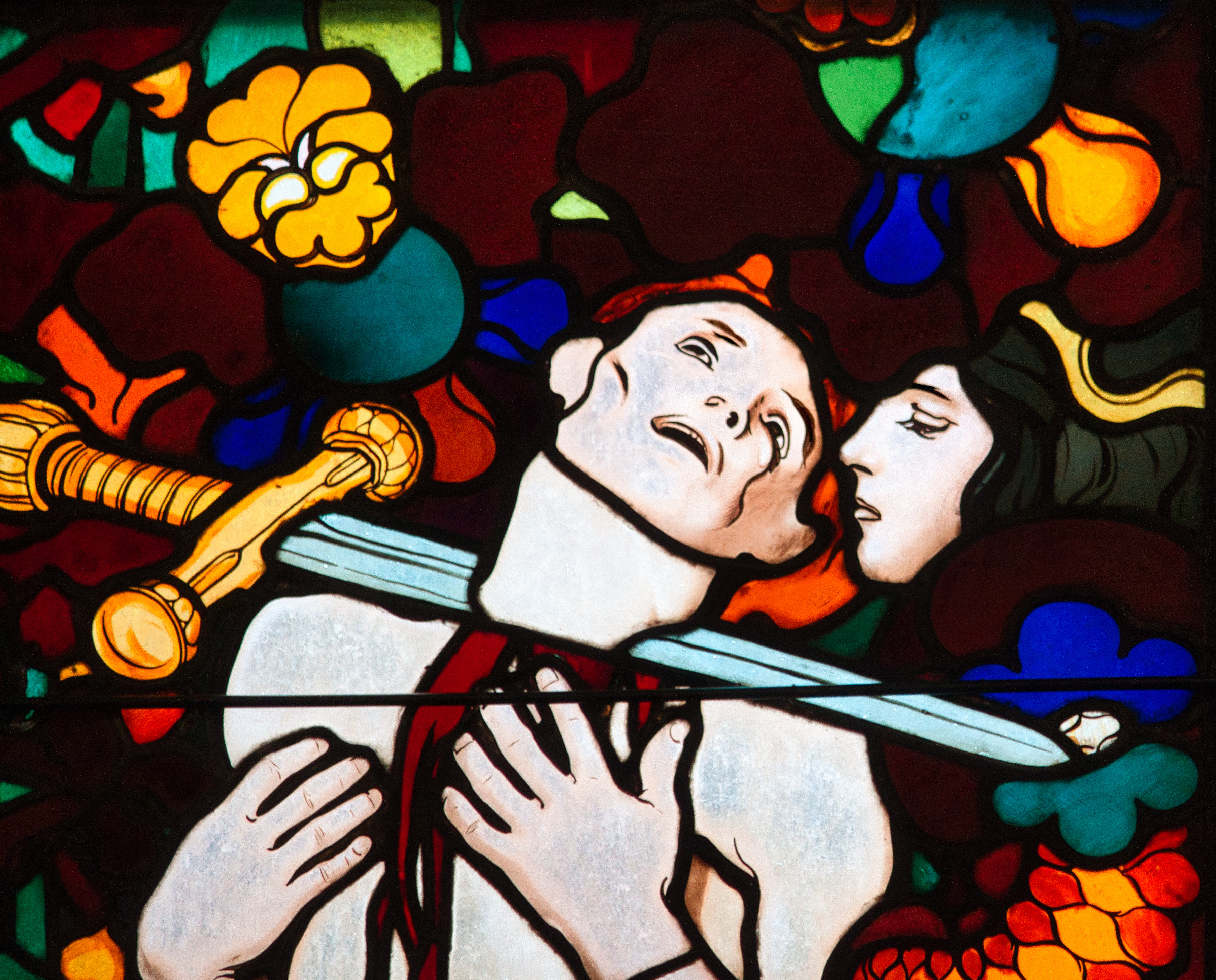
Maurycy, fragment witrażu „Męczennicy” autorstwa Józefa Mehoffera z katedry św. Mikołaja we Fryburgu.

W miejscu pochówku męczenników Teodor, biskup Octodurum (Martigny w kantonie Valais), wybudował kaplicę (IV w). Pierwszą pisaną wiadomość o tym przekazał w drugim ćwierćwieczu V wieku biskup Eucheriusz z Lyonu. Wydarzenie to opisał św. Grzegorz z Tours w swojej Historii Franków. Następnie wzniesiono klasztor, przy którym powstało najpierw opactwo, później miasto Saint-Maurice d'Agaune. Badania archeologiczne potwierdziły istnienie kaplicy oraz jamy grobowej.
W 961 roku relikwie św. Maurycego przewieziono do Ratyzbony, a stamtąd do Magdeburga.
Kult św. Maurycego rozpowszechnił się za sprawą św. Lamberta (VII w.) oraz biskupa Magdeburga św. Udalryka (X w.), stąd też Maurycy odbierał szczególną cześć w Cesarstwie Niemieckim.
Podczas koronacji cesarze otrzymywali do rąk Świętą i Niosącą Krzyż Lancę Cesarską (łac. Sancta et Crucifera Imperialis Lancae), znaną jako włócznia Świętego Maurycego. Kopię tej włóczni podarował cesarz Otto III Bolesławowi Chrobremu. Gest ten był uznaniem niezależności księcia polskiego i przyzwoleniem na koronację. Kopia ta znajduje się w Muzeum Katedralnym na Wawelu.

## Patronat
Maurycy jest patronem zakonu św. Maurycego, cesarskiego domu Ottonów, królestwa Burgundii i Longobardów oraz niemieckich miast: Magdeburga, Halle i Coburga.
Jest orędownikiem rycerzy, piechoty, farbiarzy, a także chorych na podagrę.

## Dzień obchodów
Wspomnienie liturgiczne świętych męczenników w Kościele katolickim i ewangelickim obchodzone jest 22 września.

## Ikonografia
W ikonografii święty przedstawiany jest w krótkiej tunice żołnierza.
Ze względu na swoje afrykańskie pochodzenie jest często ukazywany jako ciemnoskóry mężczyzna z dużymi wargami i kręconymi włosami.
Jego atrybutami są: gałązka palmowa, sztandar z czerwonym krzyżem na białym tle i lanca, koń, miecz, sztylet, tarcza lub tarcza z orłem.